# Ecco l'impero dei sensi
Ecco l'impero dei sensi (愛のコリーダ?, Ai no korīda, lett. "Corrida d'amore") è un film del 1976, scritto e diretto da Nagisa Ōshima, basato su un celebre episodio di cronaca avvenuto nel Giappone degli anni trenta.
Fu presentato in apertura della Quinzaine des Réalisateurs del 29º Festival di Cannes, con un successo tale da costringere a passare dalle cinque proiezioni previste a dodici.

## Trama
Tokyo, 1936. Il legame tra la giovane cameriera Sada Abe e Kichizo Ishida (detto "Kiki san"), proprietario della pensione presso cui presta servizio, è fatto d'un amore totalmente dominato dai sensi. L'uomo abbandona la moglie e fugge con Sada: tra i due la relazione parte dall'attrazione reciproca, si evolve attraverso l'estasi sensuale per precipitare, nel finale, in un baratro erotico. I due amanti vivono alimentando (e alimentandosi di) questo tipo di legame, l'uno in funzione del piacere che può dare all'altro, annullando, con l'ossessivo ripetersi degli amplessi, ogni forma di quotidianità tradizionale e di razionalità.
La costante necessità che hanno l'uno dell'altra è tale che non possono impedirsi di copulare nemmeno in presenza di altre persone o all'aperto. I due rimangono senza soldi e Sada si prostituisce per mantenere il suo amante, ma è divorata da una gelosia ossessiva. Il compulsivo consumarsi del gesto carnale, che diviene sempre più estremo, si conclude con la morte di Kiki, soffocato nell'ultima e mortale trasgressione. Nel finale Sada recide il membro di Kiki - d'evidente valore simbolico e affettivo - e se ne appropria, portandolo con sé in una borsetta per tre giorni, fino all'arresto da parte della polizia.

## Commento
La scelta degli ambienti, che fanno pensare al teatro (o addirittura al Giappone feudale, se non fosse per i treni, le sigarette e i soldati in partenza per la Manciuria), i pochi personaggi, i colori, le musiche, i canti tradizionali, riescono a esaltare l'aspetto drammatico della relazione più che l'aspetto strettamente sensuale.
Dal punto di vista figurativo, le scelte della regia danno un carattere marcatamente erotico al film, che in molti hanno definito pornografico. È vero che l'obiettivo della macchina da presa mette a fuoco ogni dettaglio della nudità dei corpi impegnati in rapporti in cui non c'è finzione cinematografica, ma è anche vero che la storia è incentrata sull'enorme potere che i sensi possono esercitare sulla vita di due persone, sino a prenderne il sopravvento.
Pur profondamente giapponese, il film è impregnato delle idee del francese Georges Bataille: la passione fisica, il piacere sessuale, il gusto della trasgressione e la morte vi sono indissolubilmente legati.

## Nella cultura di massa
Il titolo giapponese della pellicola è stato riutilizzato da Chaz Jankel per il suo brano funk Ai no corrida del 1979, diventato poi un successo internazionale nel 1981 grazie alla reinterpretazione di Quincy Jones.